# Albit

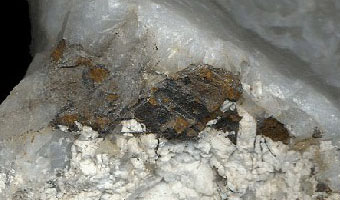
Albit (Tatry Zachodnie, Słowacja)

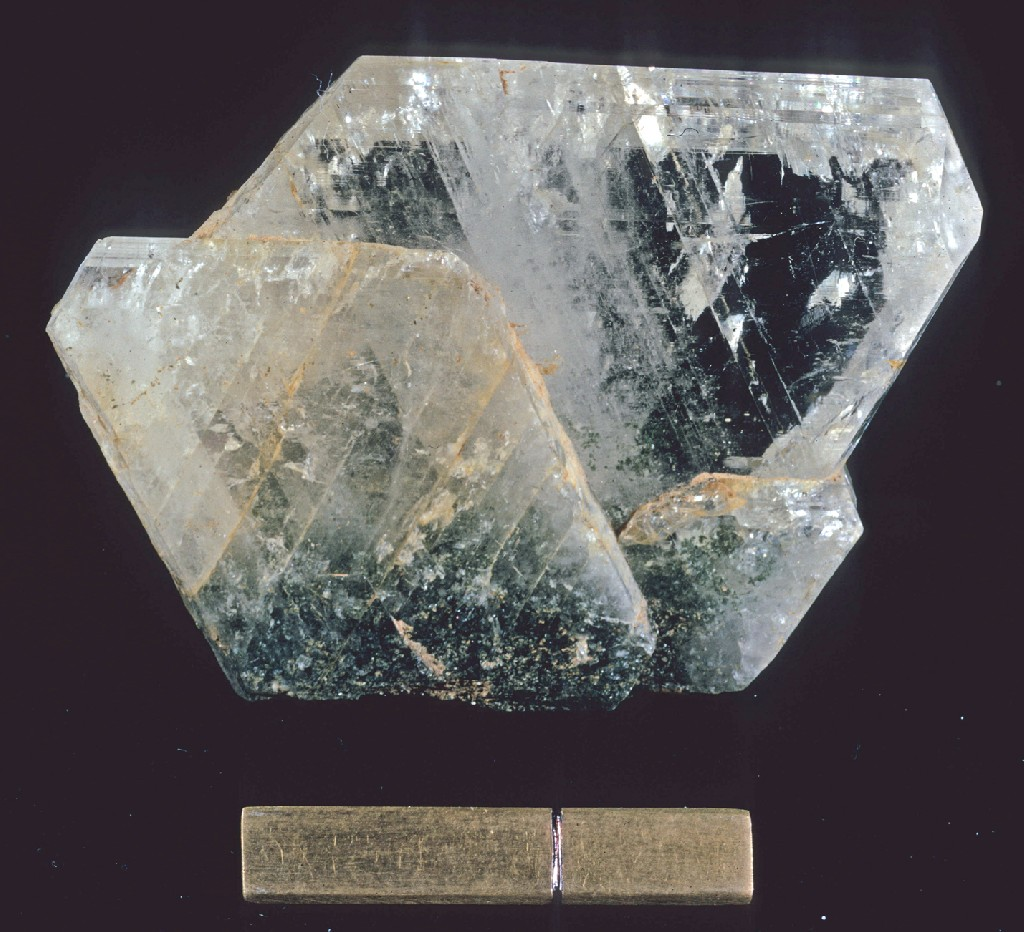
Albit (Kreta, Grecja)

Albit (skaleń sodowy) – minerał z gromady krzemianów zaliczany do grupy zwanej plagioklazami jak i skaleni alkalicznych. Należy do minerałów pospolitych.
Nazwa pochodzi od łacińskiego albus – biały.

## Cechy fizyczne
- Widmo absorpcyjne: niediagnostyczne
- Luminescencja: niecharakterystyczna
- Inkluzje: liczne

Tworzy kryształy tabliczkowe, krótkosłupowe, często występują zbliźniaczenia. Występuje w skupieniach ziarnistych i zbitych. Najładniejsze kryształy spotykane są w druzach i szczelinach skalnych. Jest kruchy, przezroczysty, tworzy kryształy mieszane z anortytem i skaleniami potasowymi. Tworzy monomineralne skały o pochodzeniu pneumatolityczno-metasomatycznym zwane albitytami.

## Odmiany gemmologiczne
- albitowy kamień księżycowy – charakteryzuje się barwną poświatą
- cleavelandyt – odmiana lekkoniebieska z blaszkową strukturą kryształów
- peryklin – dobrze wykształcone osobniki plagioklazów, zwykle białe
- perysteryt – odmiana wykazująca zjawisko iryzacji o zabarwieniu białym lub niebieskim. Dobrze wykształcone znajdują zastosowanie w jubilerstwie
- szmaragdy „trapiche” – osobniki albitu zrośnięte ze szmaragdem w skomplikowanych heksagonalnych kryształach szkieletowych. Oszlifowane, dają cenne kamienie ozdobne

## Występowanie
Składnik skał wylewnych, metamorficznych, żyłowych, rzadziej w skałach osadowych – pospolity w postaci drobnych ziarn.
Miejsca występowania (okazy mineralogiczne):
- Kanada – albit i perysteryt
- Brazylia – cleavelandyt
- USA – albit, cleavelandyt, albitowy kamień księżycowy
- Kenia, Australia, Indie, Japonia, Austria, Niemcy, Norwegia, Szwecja, Polska, Francja, Włochy, Szwajcaria – albit

- Polska – Dolny Śląsk – w masywach granitowych.

## Zastosowanie
- Używany przy produkcji materiałów żaroodpornych i ceramiki.
- W jubilerstwie jest rzadko wykorzystywany ze względu na małą efektowność. Najczęściej stosuje się okazy wykazujące efekt kociego oka w formie kaboszonów i kulistych paciorków.
- Ma znaczenie naukowe – wskaźnik stopnia metamorfizmu.
- Ma znaczenie kolekcjonerskie.